# Huberarchaeota
Huberarchaeota (auch Huberarchaea) ist ein Kandidatenstamm von sehr kleinen Archaeen („Nanoarchaeen“) der vorgeschlagenen DPANN-Klade.
Sie sind obligate Symbionten von Archaeen Stammes Altiarchaeota und scheinen Zellaggregate mit ihrem Wirt zu bilden.
Diese Archaeen wurden per Metagenomik in Proben identifiziert, die aus einem tiefen Aquifersystem im Colorado-Plateau (Utah, USA) entnommen wurden. Die Analysen der DNA-Sequenzen ergaben, dass die Vertreter dieser Klade ein kleines Genom und begrenzte Stoffwechselkapazitäten haben, sie sind insbesondere bzgl. der Lipidsynthese von ihrem Wirt abhängig.
Die Huberarchaeota sind in der Lage, ihrem Wirt Vitamine, Zucker, Nukleotide etc. zu entziehen und haben daher einen von diesem abhängigen Stoffwechsel, ähnlich wie Nanoarchaeum equitans.

## Systematik
Phylum: Candidatus Huberarchaea Probst et al. 2018 alias Ca. Huberarchaeota
- Gattung: Candidatus Huberarchaeum, mit Schreibvariante Ca. Huberiarchaeum Schwank et al. 2019[2]
  - Spezies: Candidatus Huberarchaeum crystalense Schwank et al. 2019[8], mit Schreibvariante Ca. Huberiarchaeum crystalense Schwank et al. 2019[2]